# Gypona insueta
Gypona insueta är en insektsart som beskrevs av Delong 1980. Gypona insueta ingår i släktet Gypona och familjen dvärgstritar. Inga underarter finns listade i Catalogue of Life.